# Radical 131
El radical 131, representado por el carácter Han 臣, es uno de los 214 radicales del diccionario de Kangxi. En mandarín estándar es llamado 臣部, (chén bù　‘radical «ministro»’); en japonés es llamado 臣部, しんぶ (shinbu), y en coreano 신(sin).
El radical «ministro» aparece casi siempre en el lado izquierdo de los caracteres que clasifica, por ejemplo en el carácter 臤.

## Nombres populares
- Mandarín estándar: 臣, chén, ‘ministro’.
- Coreano: 신하신부, sinha sin bu, ‘radical sin-vasallo’.
- Japonés:　臣（しん）, shin, ‘vasallo’.
- En occidente: radical «ministro».

## Galería
| Estilos antiguos                                 | Estilos antiguos                  | Estilos antiguos                        | Estilos antiguos                   | Estilos antiguos                   | Estilos empleados actualmente       | Estilos empleados actualmente  | Estilos empleados actualmente    | Estilos empleados actualmente   | Estilos empleados actualmente  |
|                                                  |                                   |                                         |                                    |                                    |                                     | 臣                             | 臣                               |                                 |                                |
| 甲骨文 jiǎgǔwén (escritura de huesos oraculares) | 金文 jīnwén (escritura de bronce) | 简帛 jiǎnbó (escritura de bambú y seda) | 篆文 zhuànwén (escritura de sello) | 篆文 zhuànwén (escritura de sello) | 隸書 lìshū (estilo de los escribas) | 楷書 kǎishū (estilo regular)   | 楷書 kǎishū (estilo regular)     | 行書 xǐngshū (estilo corriente) | 草書 cǎoshū (estilo de hierba) |
| 甲骨文 jiǎgǔwén (escritura de huesos oraculares) | 金文 jīnwén (escritura de bronce) | 简帛 jiǎnbó (escritura de bambú y seda) | 大篆 dàzhuàn (sello grande)        | 小篆 xiǎozhuàn (sello pequeño)     | 隸書 lìshū (estilo de los escribas) | 繁體／繁体 fántǐ (tradicional) | 简体／簡體 jiǎntǐ (simplificado) | 行書 xǐngshū (estilo corriente) | 草書 cǎoshū (estilo de hierba) |

## Caracteres con el radical 131
| trazos | carácter |
| ------ | -------- |
| + 0    | 臣       |
| + 2    | 臤 臥    |
| + 6    | 臦       |
| + 8    | 臧       |
| + 11   | 臨 臩    |